# Wild Heroes
《WILD HEROES》，是預定由2015年4月19日開始，毎週日日本時間22:30 - 23:25，於日本電視台的「週日連續劇」時段內播映的電視連續劇，是EXILE的TAKAHIRO初次主演的電視劇。劇情主題將以「主角與於高中時代的壞孩子同伴，7人之間的友情」而展開。曾經是不良少年的主角，將會聯同六位伙伴，一同保護一個受到生命威脅的少女。

## 背景概要
日本電視台於2015年2月6日舉行的4月節目改編說明會上公布，將於同年4月開始於每週日晚上十時半開設新的一小時電視連續劇時段。。
同時於說明會上亦公布本劇將會成為該時段第一套播映的劇集，由EXILE的主唱TAKAHIRO擔任主角。另外，本劇亦將會有其他來自EXILE TRIBE的成員參與演出。
本劇首集將加長半小時，並提前半小時於晚上十時播出。從第二集起每週日晚日本時間22:30 - 23:25播出。

## 登場角色
- 瀨川希一：TAKAHIRO
- 三木洸介：青柳翔
- 佐伯春太郎：岩田剛典
- 德井哲平：野替愁平
- 神部剛：八木將康
- 里島透：佐藤大樹
- 林田典明：黑木啟司
- 五嶋日花里：櫻田日和
- 野中美史：水澤惠麗奈
- 瀨川努：長谷川初範
- 瀨川澄子：朝加真由美（日语：朝加真由美）
- 瀨川優太：飛田光里（日语：飛田光里）
- 三木佳代：草村禮子（日语：草村礼子）
- 桂木志穗：酒井美紀
- 森山花：中村靜香
- 神部紗彩：二宮愛（日语：二宮愛）
- 里島夏美：和希沙也（日语：和希沙也）
- 林田百代（林田ももよ）：平田薫（日语：平田薫）
- 田川隼人：塚本高史
- 赤城達彦：内藤剛志（日语：内藤剛志）

## 工作人員
- 劇本：蛭田直美
- 導演：佐藤東彌、石尾純
- 音樂：出羽良彰、大間間昂
- 製作總監：伊藤響
- 製作人：松原浩（日本電視台）、渡邊浩仁（AXON）
- 主題曲：克莉絲朵·凱兒
- 協助製作：日本電視台 AXON
- 製作著作：日本電視台

## 播映日程及收視率
| 集數                                                         | 播出日        | 標題                                                         | 劇本     | 導演     | 收視率 |
| ------------------------------------------------------------ | ------------- | ------------------------------------------------------------ | -------- | -------- | ------ |
| 第1集                                                        | 2015年4月19日 | 為了幫助一個孤獨的少女而被追逐的男子求助於以前曾背叛過的伙伴 | 蛭田直美 | 佐藤東彌 | 09.7%  |
| 第2集                                                        | 2015年4月26日 | 少女失蹤了…與恩人的淚之對決！衝撃的展開不能錯過的這一集！    | 蛭田直美 | 佐藤東彌 | 10.2%  |
| 第3集                                                        | 2015年5月3日  | 為了少女而出現的新敵人 伙伴會來嗎？…少年的勇氣將被測試！     | 蛭田直美 | 石尾純   | 08.4%  |
| 第4集                                                        | 2015年5月10日 | 母親節贈予的親子愛 暗殺者是一對母子…敢死的SOS！黑幕的登場    | 蛭田直美 | 石尾純   | 09.2%  |
| 第5集                                                        | 2015年5月17日 | 在沒有伙伴的東京孤立無援的二人到處亂竄！終於生命…            | 蛭田直美 | 佐藤東彌 | 07.9%  |
| 第6集                                                        | 2015年5月24日 | 今晚，少女回復了記憶！黑幕依次登場這一集不容錯過             | 蛭田直美 | 佐藤東彌 | 08.7%  |
| 第7集                                                        | 2015年5月31日 | 與愛護的人淚的別離敢死的人質交換！追訪衝擊的最後一幕         | 蛭田直美 | 石尾純   | 08.2%  |
| 第8集                                                        | 2015年6月7日  | 少女的真正身份…敢死的逃生！所愛的人之死再度的最後衝擊！      | 蛭田直美 | 佐藤東彌 | 08.7%  |
| 第9集                                                        | 2015年6月14日 | 殺掉同伴！受指令之男選擇好友作戰…終於最後老闆登場            | 蛭田直美 | 石尾純   | 08.2%  |
| 第10集                                                       | 2015年6月21日 | 男人們之間相信伙伴昂首闊步進行最後的決戰…衝擊與感動          | 蛭田直美 | 佐藤東彌 | 08.1%  |
| 平均收視率 8.73%（收視率來自Video Research對關東地區的調查） |               |                                                              |          |          |        |

- 第1集播映時間提前30分鐘，並延長30分鐘（日本時間 22:00 - 23:25）。

## 外部連結
- 電視劇官方網站 （页面存档备份，存于）（日語）

| 日本電視台 週日連續劇 | 日本電視台 週日連續劇                        | 日本電視台 週日連續劇 |
| --------------------- | -------------------------------------------- | --------------------- |
|                       | WILD HEROES （2015年4月19日－2015年6月21日） |                       |
| 新設                  | 死亡筆記 （2015年7月5日－2015年9月13日）     |                       |